# Kaposszekcső
Kaposszekcső ist eine ungarische Gemeinde im Kreis Dombóvár im Komitat Tolna. Zur Gemeinde gehört die nördlich gelegene Siedlung Liget-lakótelep. Vier Prozent der Bewohner gehören der Volksgruppe der Ungarndeutschen (2024) an.

## Geografische Lage
Kaposszekcső liegt 44 Kilometer westlich des Komitatssitzes Szekszárd und 5 Kilometer südlich des Zentrums der Kreisstadt Dombóvár. Im Norden der Gemeinde bildet der Fluss Kapos die Grenze zu  Dombóvár. Nachbargemeinden sind Csikóstőttős, Vásárosdombó und Jágónak.

## Geschichte
Im Jahr 1913 gab es in der damaligen Kleingemeinde 308 Häuser und 1610 Einwohner auf einer Fläche von 3665 Katastraljochen. Sie gehörte zu dieser Zeit zum Bezirk Hegyhát im Komitat Baranya. Eine bedeutende Rolle spielten die Ungarndeutschen. Im Jahr 1930 hatten noch die Hälfte der Einwohner Deutsch als Muttersprache angegeben.

## Gemeindepartnerschaften
Der Ort unterhält eine Partnerschaft zum badischen Bietigheim und dem westslowakischen Horné Saliby.

## Söhne und Töchter der Gemeinde
- Heinrich Oppermann (1934–2023), deutscher Hochschullehrer für Anorganische Chemie

## Sehenswürdigkeiten
- Antal-Ivanich-Denkmal, erschaffen von Gábor Varga
- Evangelische Kirche, erbaut 1863
- Römisch-katholische Kirche Árpád-házi Szent Erzsébet, erbaut 1898

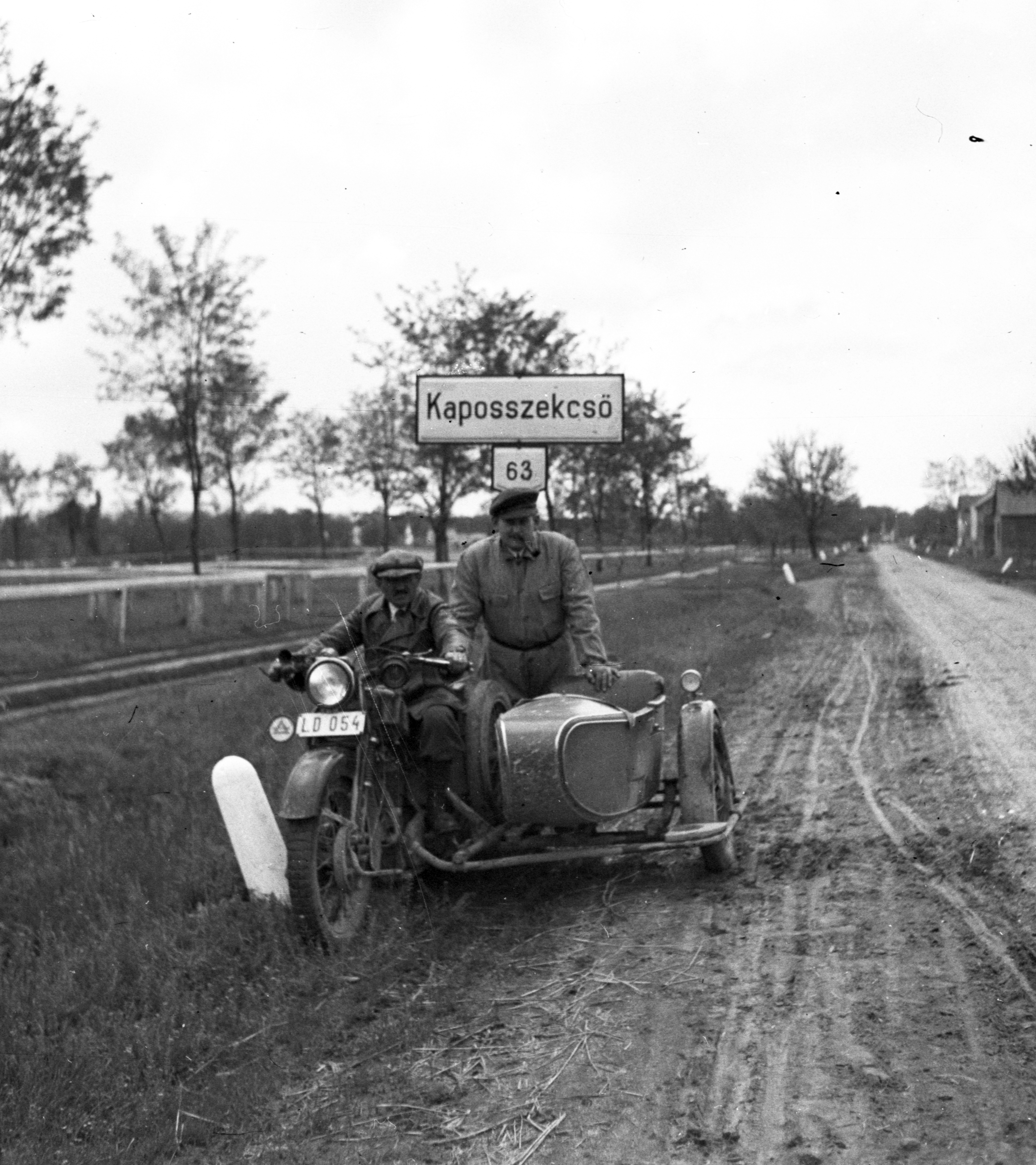
Nördlicher Ortseingang (1936)
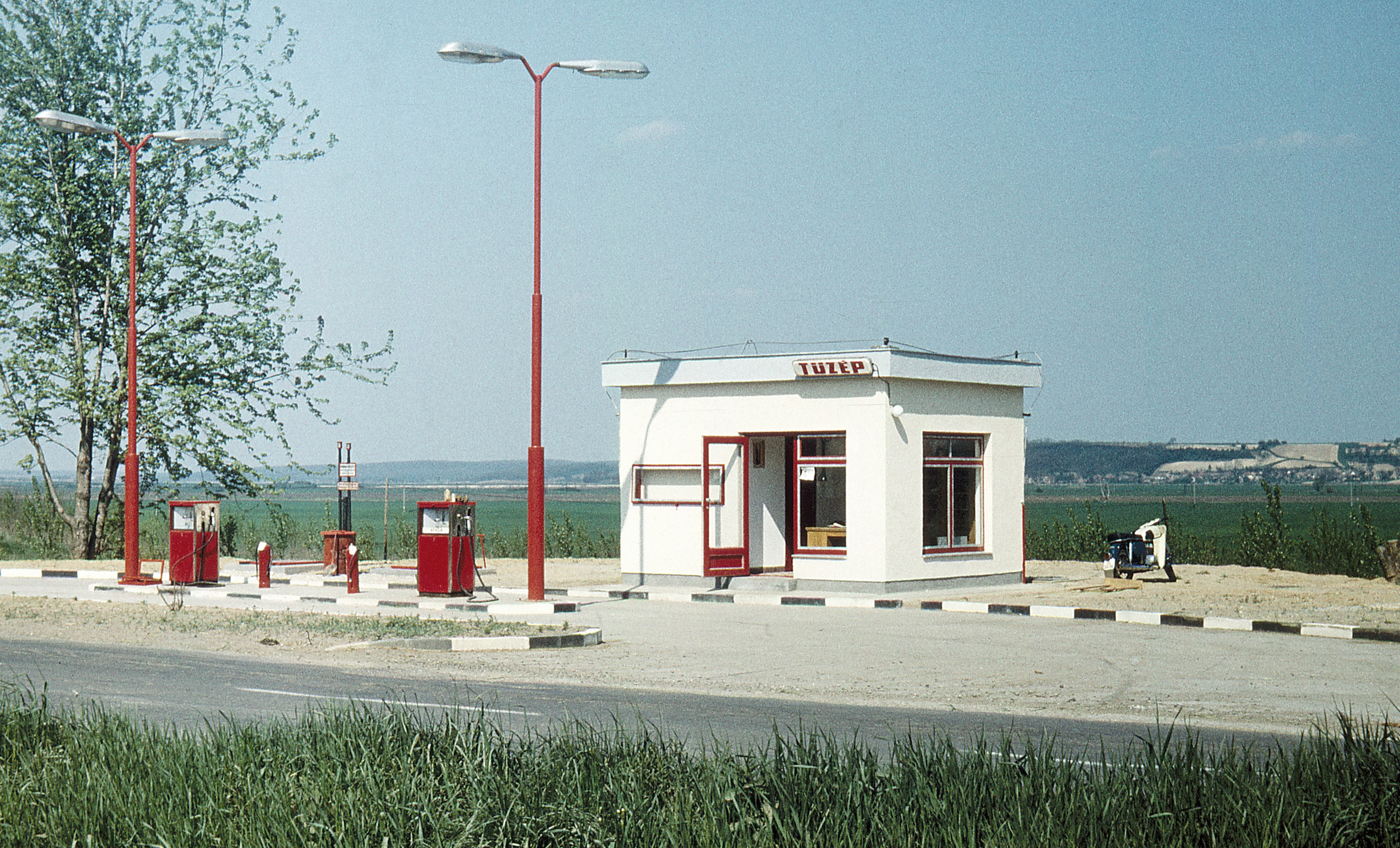
Tankstelle (1974)
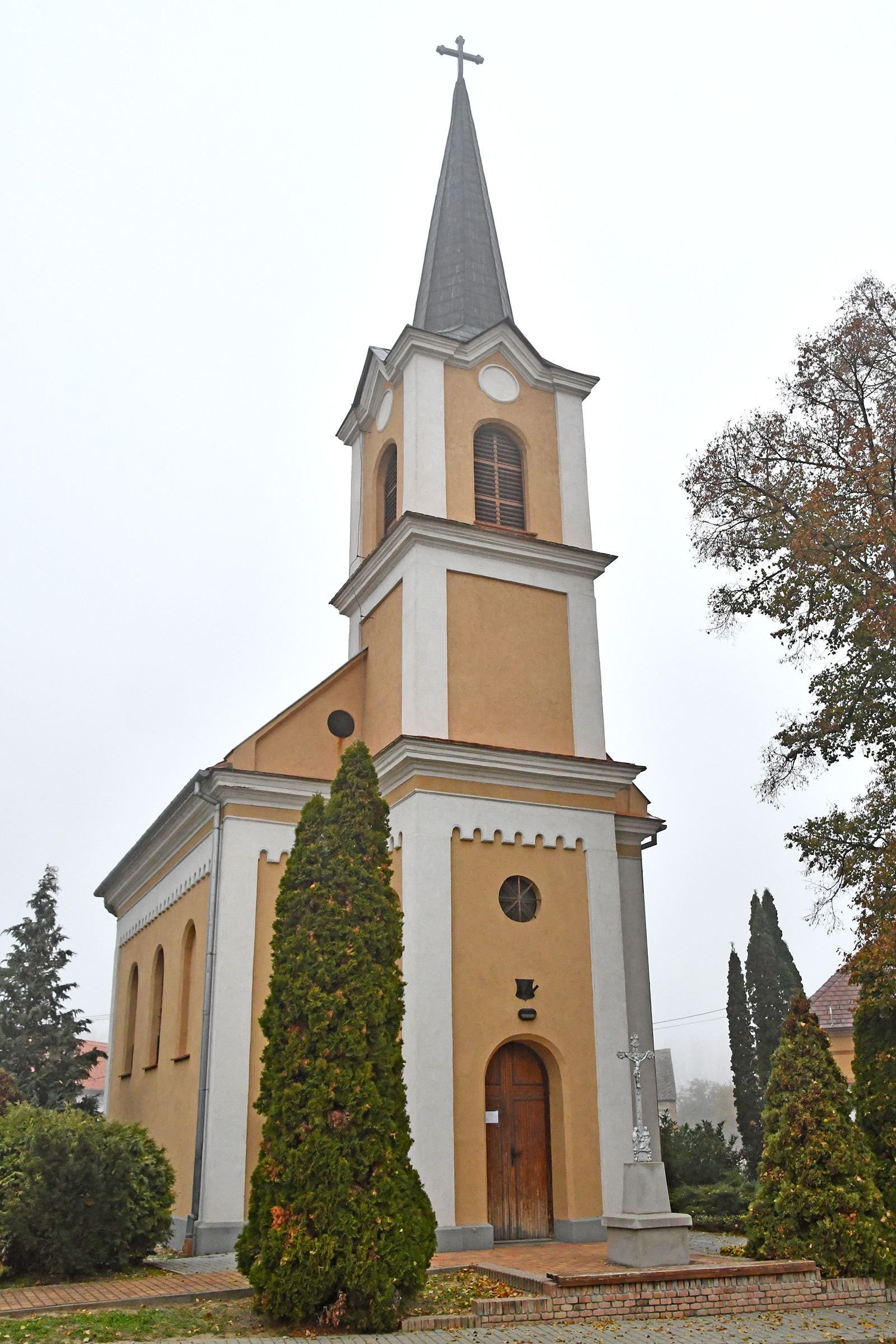
Kirche Árpád-házi Szent Erzsébet
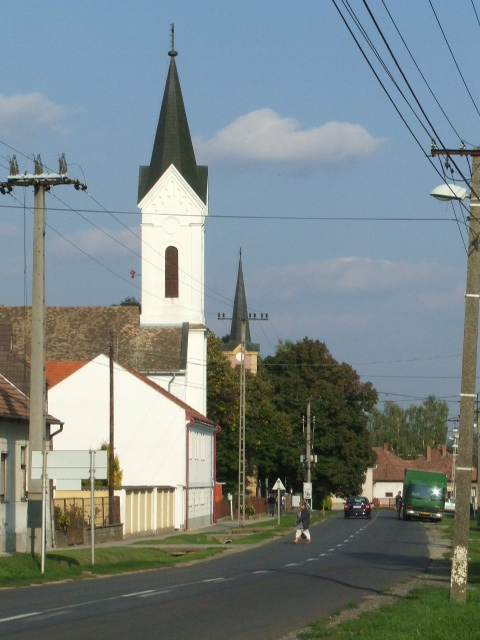
Evangelische Kirche, im Hintergrund die römisch-katholische Kirche

## Verkehr
Durch Kaposszekcső verläuft die Hauptstraße Nr. 611 von Dombóvár nach Sásd. Es bestehen Busverbindungen nach Dombovár, Mágocs und Sásd. Von dem am östlichen Ortsrand gelegenen Bahnhof bestehen Zugverbindungen nach Dombovár und Pécs.